# 후비우 알렝카르 다 시우바
후비우 알렝카르 다 시우바(포르투갈어: Rubio Alencar da Silva, 1967년 3월 13일 ~ )는 브라질의 축구인이다. K리그1의 광주 FC에서 피지컬 코치를 맡고 있다.